# Antropora gemarita
Antropora gemarita — вид мохуваток з родини Antroporidae. Описаний у 2020 році.

## Поширення
Вид поширений на сході Атлантики. Виявлений на півночі Кадіської затоки.